# Politický systém Německa

Administrativní členění

Spolková republika Německo je federativní parlamentní republika, zastupitelská demokracie. Zákonodárnou iniciativou disponuje Spolková vláda, Spolkový sněm a Spolková rada.

## Parlament
Německý parlament je jednokomorový, tvořený Německým spolkovým sněmem (německy Deutscher Bundestag). Spolková rada (německy Bundesrat) sice bývá mylně považována za druhou komoru parlamentu, ve skutečnosti však jde o samostatný ústavní orgán reprezentující zájmy spolkových zemí.

### Spolkový sněm (Bundestag)
Poslanci Spolkového sněmu jsou voleni na čtyři roky ve všeobecných, bezprostředních, svobodných, rovných a tajných volbách (čl. 38 Základního zákona, německé ústavy). Každý volič má dva hlasy, jedním volí přímo konkrétní osobnost, druhý odevzdává stranickým kandidátům (stranám), kteří jsou zvoleni podle poměrného volebního systému. Dvě stě devadesát devět poslanců v parlamentu zastoupených stran je voleno přímo a minimálně stejný počet mandátů obsadí kandidáti ze stranických kandidátek. Stávající počet poslanců je v důsledku existence tzv. převislých mandátů 622, v příštích letech se díky plánované reformě sníží. Spolkový sněm přijímá a schvaluje zákony a schvaluje rozpočet. Poslanci se účastní volby spolkového prezidenta na Spolkovém shromáždění, volí soudce ústavního soudu a hlasují o vyhlášení krizového, respektive obranného stavu. Pravomoci a vrchní velení armády přecházejí během krizového stavu do rukou spolkového kancléře (čl. 115a Základního zákona]). Spolkový sněm dále volí spolkového kancléře a dohlíží na Spolkovou vládu a jí podřízené instituce. Předsedu Spolkového sněmu určí tajná volba. Je zvykem, že křeslo předsedy náleží nejsilnější straně, křesla místopředsedů ostatním parlamentním frakcím podle velikosti. Důležitou součástí práce poslanců je činnost ve výborech Spolkového sněmu.

### Spolková rada (Bundesrat)
Spolková rada (Bundesrat) je svébytným orgánem reprezentujícím německý federalismus. Je tvořena 69 zástupci jednotlivých spolkových zemí (počet křesel je státům přiřazen podle obydlenosti) a proto není nijak speciálně volena. Její členové mají imperativní mandát, což znamená, že jsou při hlasování vázáni postojem svých zemských vlád. Vláda je povinna předložit Spolkové radě před zasláním do Spolkového sněmu všechny legislativní návrhy.

## Spolkový prezident
Prezidenta volí Spolkové shromáždění (Bundesversammlung) na pět let; může být zvolen i na druhé funkční období (čl. 54 ZZ). Zástupcem Spolkového prezidenta je předseda Spolkové rady. Spolkový prezident zastupuje Německo navenek, uzavírá mezinárodní smlouvy, vyhlašuje a podepisuje zákony, uděluje milost. Dále má právo navrhnout volbu nového spolkového kancléře (čl. 63 ZZ), jmenuje a odvolává ho na žádost Spolkového sněmu, jmenuje a odvolává spolkové ministry na návrh kancléře, jmenuje a odvolává spolkové soudce, úředníky, důstojníky a poddůstojníky, svolává Spolkový sněm, a může ho ve výjimečných případech rozpustit (čl. 68 ZZ). Může také vyhlásit stav ústavní nouze (čl. 81 ZZ). Aby jeho nařízení nabyla platnosti, musejí být v naprosté většině kontrasignována spolkovým kancléřem nebo příslušným ministrem. Práci prezidenta podporuje Spolkový prezidiální úřad (Bundespräsidialamt), jehož vedoucí má právo účastnit se zasedání vlády.

## Spolková vláda
Je nejvyšším ústavním orgánem výkonné moci v Německu. Tvoří ji spolkový kancléř a v současné době třináct spolkových ministrů (čl. 62 ZZ). Spolková vláda přijímá rozhodnutí v zahraničněpolitických i vnitropolitických otázkách, má právo zákonodárné iniciativy, v přesně vymezených případech může vydávat vládní nařízení (čl. 80 ZZ). Zasedání kabinetu se kromě členů Spolkové vlády účastní i vedoucí Úřadu spolkového kancléře (Bundeskanzleramt) se svým náměstkem, vedoucí Spolkového prezidiálního úřadu, vedoucí Spolkového úřadu pro tisk (Bundespresseamt) a pověřenec vlády pro kulturu a média (Kulturstaatsminister). Směrnice pro práci kabinetu jako celku určuje spolkový kancléř (čl.65 ZZ). Ministři a ministryně vedou své resorty na vlastní odpovědnost, jsou jmenováni a mohou být kdykoli odvoláni prezidentem (na základě návrhu kancléře).

## Spolkový kancléř
Spolkový kancléř předsedá Spolkové vládě a na základě návrhu prezidenta jej volí Spolkový sněm. Pokud prezidentský kandidát nezíská potřebnou většinu, může Sněm navrhnout a zvolit vlastního kandidáta. Kancléř je volen na čtyři roky a může být odvolán Spolkovým sněmem pouze konstruktivním vyjádřením nedůvěry. Chce-li tedy Spolkový sněm vyjádřit nedůvěru stávajícímu kancléři, musí zároveň vyjádřit důvěru novému kancléři většinou poslanců. Spolkový kancléř nemusí být členem Spolkového sněmu. Na jeho návrh jmenuje prezident ostatní členy vlády, on sám jmenuje jednoho ministra svým náměstkem, vicekancléřem.

## Soudnictví

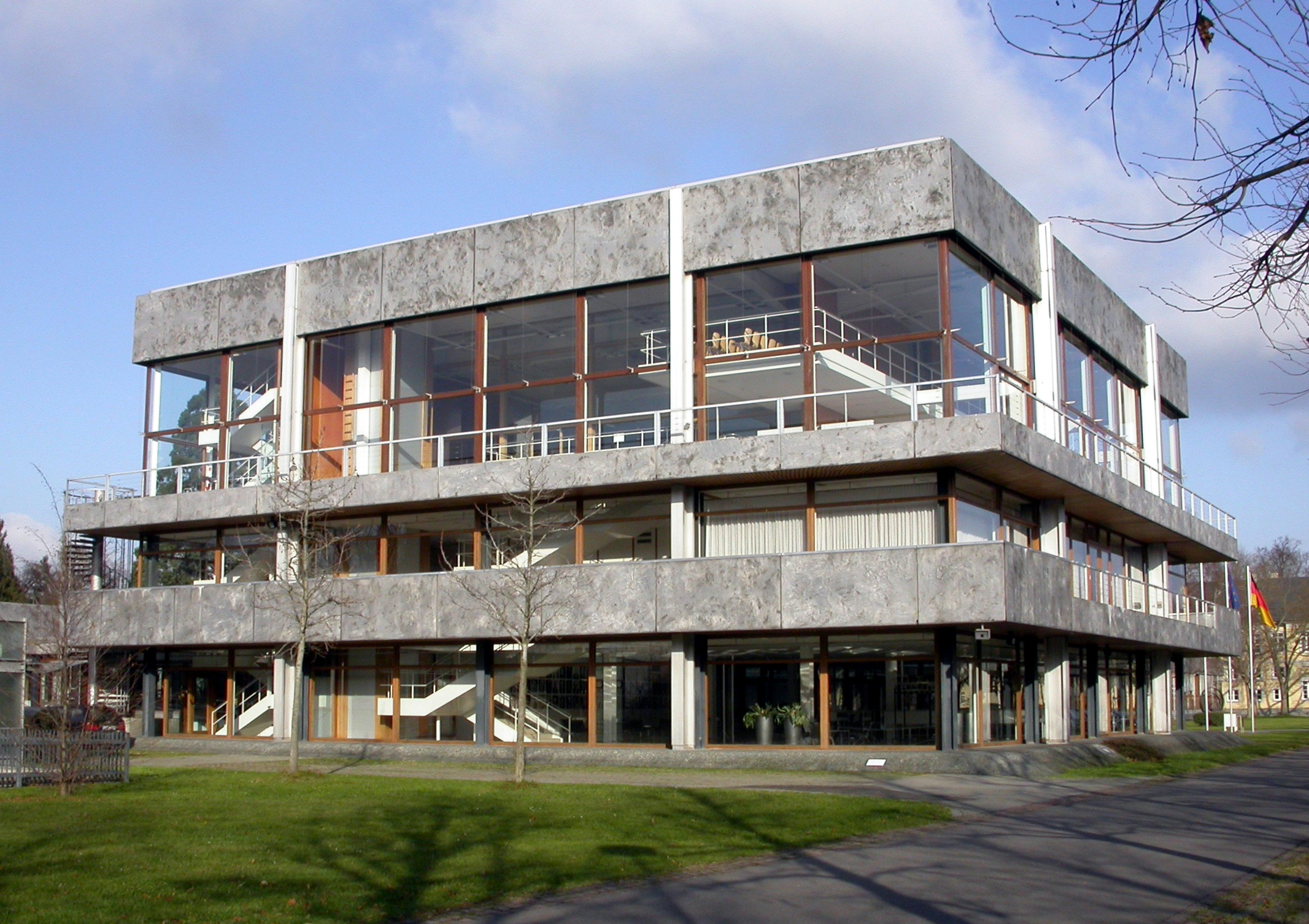
Ústavní soud v Karlsruhe

Německo následuje občanskoprávní tradici. Soudní systém se skládá ze tří typů soudů.
- Zdaleka nejpočetnější jsou obecné soudy, které se zabývají trestními a občanskoprávními případy. Spolkový soudní dvůr Německa (Bundesgerichtshof) je nejvyšším obecným soudem a také nejvyšším odvolacím soudem.
- Specializované soudy projednávají případy týkající se správního, pracovního, sociálního, fiskálního a patentového práva.
- Ústavní soud se zaměřuje na soudní přezkum a ústavní výklad. Spolkový ústavní soud (Bundesverfassungsgericht) je nejvyšší soud zabývající se ústavními záležitostmi.

Hlavní rozdíl mezi Spolkovým ústavním soudem a Spolkovým soudním dvorem spočívá v tom, že Spolkový ústavní soud lze svolat pouze v případě, že se jedná o ústavní záležitost (např. možné porušení lidských práv v trestním řízení), zatímco Spolkový soudní dvůr může být svolán v jakémkoliv případě.

### Spolkový ústavní soud
Na základě své obsáhlé kompetence je Spolkový ústavní soud nejvyšším strážcem německé ústavy. Vůči všem ostatním ústavním orgánům (Spolkovému sněmu, Spolkové vládě, Spolkové radě i Spolkovému prezidentovi) je nezávislý, samostatný a má s nimi rovné postavení. V jeho kompetenci je řešení sporů ústavních orgánů (Organstreit), sporů mezi Spolkem a spolkovými zeměmi i mezi jednotlivými spolkovými zeměmi (föderaler Streit). Dále se zabývá ústavními stížnostmi občanů a obcí, kontrolou norem, zjišťuje protiústavní zaměření politických stran, kontroluje průběh voleb, projednává žalobu na spolkového prezidenta a spolkové soudce, zabývá se možným porušováním občanských práv a svobod. Spolkový ústavní soud byl zřízen zákonem z roku 1951 a sídlí v Karlsruhe. Sestává ze dvou senátů, které při rozdílných právních názorech tvoří plénum Spolkového ústavního soudu. V každém senátu zasedá osm soudců, polovinu z nich volí Spolkový sněm, druhou polovinu Spolková rada. Funkční období soudců je dvanáct let; opětovné zvolení do úřadu je nemožné. Tři členové každého senátu jsou vybíráni z řad soudců nejvyšších zemských soudů. Předsedu a místopředsedu volí střídavě Spolkový sněm a Spolková rada.

## Spolkové země (Bundesländer)
| | Spolková země                                                     | Hlavní město          | Rozloha (km²) | Počet obyvatel(2) | \| Dolní Sasko Brémy Hamburk Meklenbursko- Přední Pomořansko Sasko- Anhaltsko Sasko Braniborsko Berlín Durynsko Hesensko Severní Porýní- Vestfálsko Porýní-Falc Bavorsko Bádensko- Württembersko Sársko Šlesvicko- Holštýnsko \| |
| --- | ----------------------------------------------------------------- | --------------------- | ------------- | ----------------- | --- |
| 1 | Země Bádensko-Württembersko (Land Baden-Württemberg)              | Stuttgart             | 35 751,65     | 10 717 000        | \| Dolní Sasko Brémy Hamburk Meklenbursko- Přední Pomořansko Sasko- Anhaltsko Sasko Braniborsko Berlín Durynsko Hesensko Severní Porýní- Vestfálsko Porýní-Falc Bavorsko Bádensko- Württembersko Sársko Šlesvicko- Holštýnsko \| |
| 2 | Svobodný stát Bavorsko (Freistaat Bayern)                         | Mnichov (München)     | 70 549,19     | 12 444 000        | \| Dolní Sasko Brémy Hamburk Meklenbursko- Přední Pomořansko Sasko- Anhaltsko Sasko Braniborsko Berlín Durynsko Hesensko Severní Porýní- Vestfálsko Porýní-Falc Bavorsko Bádensko- Württembersko Sársko Šlesvicko- Holštýnsko \| |
| 3 | Země Berlín (Land Berlin)                                         | (1)                   | 891,75        | 3 388 000         | \| Dolní Sasko Brémy Hamburk Meklenbursko- Přední Pomořansko Sasko- Anhaltsko Sasko Braniborsko Berlín Durynsko Hesensko Severní Porýní- Vestfálsko Porýní-Falc Bavorsko Bádensko- Württembersko Sársko Šlesvicko- Holštýnsko \| |
| 4 | Země Braniborsko (Land Brandenburg)                               | Postupim (Potsdam)    | 29 477,16     | 2 568 000         | \| Dolní Sasko Brémy Hamburk Meklenbursko- Přední Pomořansko Sasko- Anhaltsko Sasko Braniborsko Berlín Durynsko Hesensko Severní Porýní- Vestfálsko Porýní-Falc Bavorsko Bádensko- Württembersko Sársko Šlesvicko- Holštýnsko \| |
| 5 | Svobodné hanzovní město Brémy (Freie Hansestadt Bremen)           | Brémy (Bremen)(1)     | 404,23        | 663 000           | \| Dolní Sasko Brémy Hamburk Meklenbursko- Přední Pomořansko Sasko- Anhaltsko Sasko Braniborsko Berlín Durynsko Hesensko Severní Porýní- Vestfálsko Porýní-Falc Bavorsko Bádensko- Württembersko Sársko Šlesvicko- Holštýnsko \| |
| 6 | Svobodné a hanzovní město Hamburk (Freie und Hansestadt Hamburg)  | (1)                   | 755,16        | 1 735 000         | \| Dolní Sasko Brémy Hamburk Meklenbursko- Přední Pomořansko Sasko- Anhaltsko Sasko Braniborsko Berlín Durynsko Hesensko Severní Porýní- Vestfálsko Porýní-Falc Bavorsko Bádensko- Württembersko Sársko Šlesvicko- Holštýnsko \| |
| 7 | Země Hesensko (Land Hessen)                                       | Wiesbaden             | 21 114,72     | 6 098 000         | \| Dolní Sasko Brémy Hamburk Meklenbursko- Přední Pomořansko Sasko- Anhaltsko Sasko Braniborsko Berlín Durynsko Hesensko Severní Porýní- Vestfálsko Porýní-Falc Bavorsko Bádensko- Württembersko Sársko Šlesvicko- Holštýnsko \| |
| 8 | Země Meklenbursko-Přední Pomořansko (Land Mecklenburg-Vorpommern) | Schwerin              | 23 174,17     | 1 720 000         | \| Dolní Sasko Brémy Hamburk Meklenbursko- Přední Pomořansko Sasko- Anhaltsko Sasko Braniborsko Berlín Durynsko Hesensko Severní Porýní- Vestfálsko Porýní-Falc Bavorsko Bádensko- Württembersko Sársko Šlesvicko- Holštýnsko \| |
| 9 | Země Dolní Sasko (Land Niedersachsen)                             | Hanover (Hannover)    | 47 618,24     | 8 001 000         | \| Dolní Sasko Brémy Hamburk Meklenbursko- Přední Pomořansko Sasko- Anhaltsko Sasko Braniborsko Berlín Durynsko Hesensko Severní Porýní- Vestfálsko Porýní-Falc Bavorsko Bádensko- Württembersko Sársko Šlesvicko- Holštýnsko \| |
| 10 | Země Severní Porýní-Vestfálsko (Land Nordrhein-Westfalen)         | Düsseldorf            | 34 042,52     | 18 075 000        | \| Dolní Sasko Brémy Hamburk Meklenbursko- Přední Pomořansko Sasko- Anhaltsko Sasko Braniborsko Berlín Durynsko Hesensko Severní Porýní- Vestfálsko Porýní-Falc Bavorsko Bádensko- Württembersko Sársko Šlesvicko- Holštýnsko \| |
| 11 | Země Porýní-Falc (Land Rheinland-Pfalz)                           | Mohuč (Mainz)         | 19 847,39     | 4 061 000         | \| Dolní Sasko Brémy Hamburk Meklenbursko- Přední Pomořansko Sasko- Anhaltsko Sasko Braniborsko Berlín Durynsko Hesensko Severní Porýní- Vestfálsko Porýní-Falc Bavorsko Bádensko- Württembersko Sársko Šlesvicko- Holštýnsko \| |
| 12 | Země Sársko (Land Saarland)                                       | Saarbrücken           | 2 568,65      | 1 056 000         | \| Dolní Sasko Brémy Hamburk Meklenbursko- Přední Pomořansko Sasko- Anhaltsko Sasko Braniborsko Berlín Durynsko Hesensko Severní Porýní- Vestfálsko Porýní-Falc Bavorsko Bádensko- Württembersko Sársko Šlesvicko- Holštýnsko \| |
| 13 | Svobodný stát Sasko (Freistaat Sachsen)                           | Drážďany (Dresden)    | 18 414,82     | 4 296 000         | \| Dolní Sasko Brémy Hamburk Meklenbursko- Přední Pomořansko Sasko- Anhaltsko Sasko Braniborsko Berlín Durynsko Hesensko Severní Porýní- Vestfálsko Porýní-Falc Bavorsko Bádensko- Württembersko Sársko Šlesvicko- Holštýnsko \| |
| 14 | Země Sasko-Anhaltsko (Land Sachsen-Anhalt)                        | Magdeburk (Magdeburg) | 20 445,26     | 2 494 000         | \| Dolní Sasko Brémy Hamburk Meklenbursko- Přední Pomořansko Sasko- Anhaltsko Sasko Braniborsko Berlín Durynsko Hesensko Severní Porýní- Vestfálsko Porýní-Falc Bavorsko Bádensko- Württembersko Sársko Šlesvicko- Holštýnsko \| |
| 15 | Země Šlesvicko-Holštýnsko (Land Schleswig-Holstein)               | Kiel                  | 15 763,18     | 2 829 000         | \| Dolní Sasko Brémy Hamburk Meklenbursko- Přední Pomořansko Sasko- Anhaltsko Sasko Braniborsko Berlín Durynsko Hesensko Severní Porýní- Vestfálsko Porýní-Falc Bavorsko Bádensko- Württembersko Sársko Šlesvicko- Holštýnsko \| |
| 16 | Svobodný stát Durynsko (Freistaat Thüringen)                      | Erfurt                | 16 172,14     | 2 355 000         | \| Dolní Sasko Brémy Hamburk Meklenbursko- Přední Pomořansko Sasko- Anhaltsko Sasko Braniborsko Berlín Durynsko Hesensko Severní Porýní- Vestfálsko Porýní-Falc Bavorsko Bádensko- Württembersko Sársko Šlesvicko- Holštýnsko \| |
| (1) Městské státy Berlín a Hamburk jsou tvořeny městy, která se jmenují stejně jako městské státy. K městskému státu Brémy (Freie hansestadt Bremen) patří kromě hlavního města Brém ještě přístavní město Bremerhaven. (2) Stav: 31. prosinec 2004 Zdroj: Německý spolkový statistický úřad (Německy) |                                                                   |                       |               |                   | \| Dolní Sasko Brémy Hamburk Meklenbursko- Přední Pomořansko Sasko- Anhaltsko Sasko Braniborsko Berlín Durynsko Hesensko Severní Porýní- Vestfálsko Porýní-Falc Bavorsko Bádensko- Württembersko Sársko Šlesvicko- Holštýnsko \| |
| Dolní Sasko Brémy Hamburk Meklenbursko- Přední Pomořansko Sasko- Anhaltsko Sasko Braniborsko Berlín Durynsko Hesensko Severní Porýní- Vestfálsko Porýní-Falc Bavorsko Bádensko- Württembersko Sársko Šlesvicko- Holštýnsko                                                                             |                                                                   |                       |               |                   | |

Spolkové země se dále dělí na 438 okresů (Kreise).
Pět největších měst (dle stavu v prosinci 2021):
1. Berlín (Berlin): 3 664 088 obyvatel
2. Hamburk (Hamburg): 1 852 478 obyvatel
3. Mnichov (München): 1 488 202 obyvatel
4. Kolín nad Rýnem (Köln): 1 083 498 obyvatel
5. Frankfurt nad Mohanem (Frankfurt am Main): 764 104 obyvatel